# Paul Hörbiger

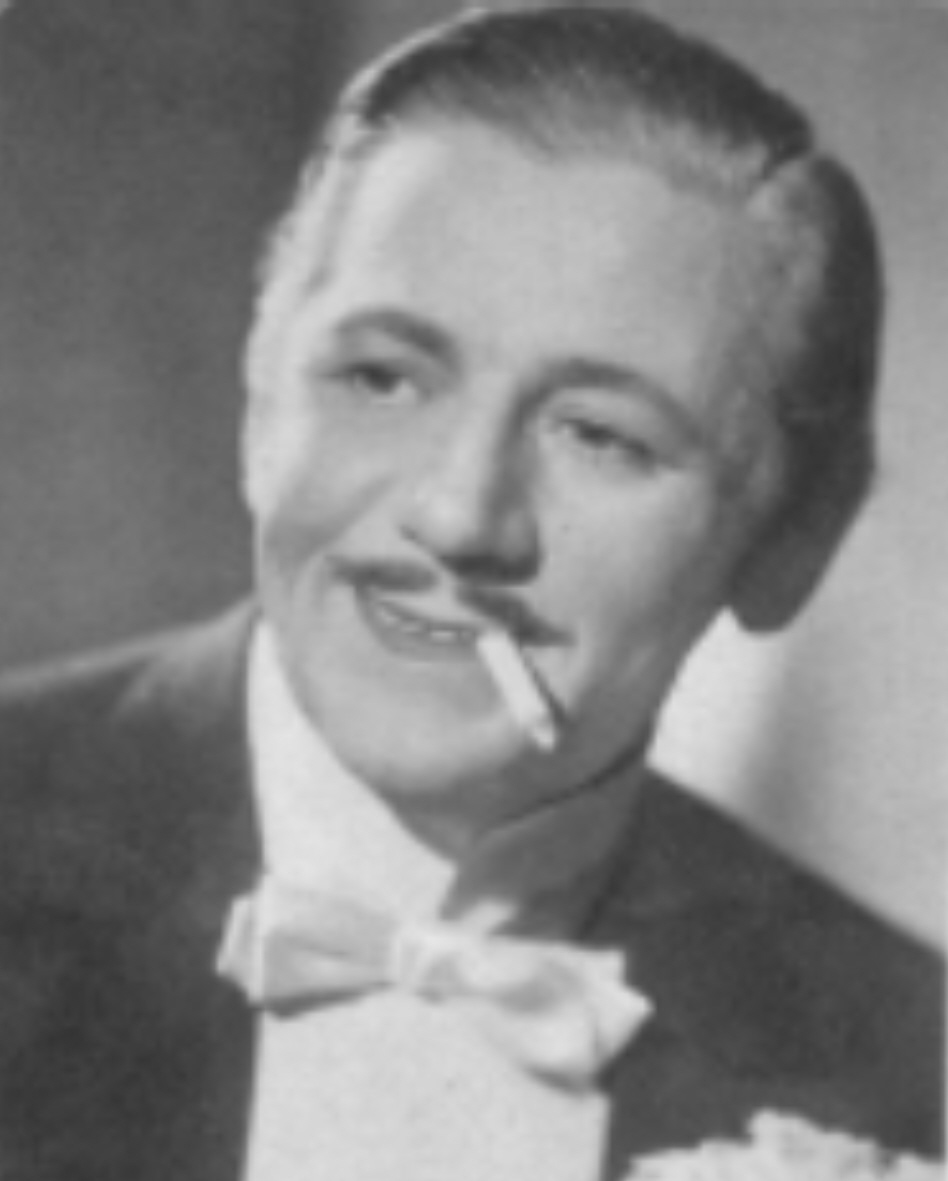
Paul Hörbiger (1939)

Paul Hörbiger (* 29. April 1894 in Budapest, Österreich-Ungarn; † 5. März 1981 in Wien) war ein österreichisch-ungarischer Schauspieler.

## Leben
Paul Hörbiger wuchs als Sohn des Ingenieurs Hanns Hörbiger und seiner Ehefrau Leopoldine mit drei Brüdern in der Österreichisch-Ungarischen Monarchie auf. 1902 zog die Familie nach Wien. Nach der Matura am Stiftsgymnasium St. Paul im Lavanttal diente Hörbiger ab 1914 freiwillig im Ersten Weltkrieg in einem Gebirgsartillerie-Regiment. Mehrfach ausgezeichnet, wurde er am 1. November 1918 zum Oberleutnant befördert. Durch den Krieg verlor sein Vater sein gesamtes Vermögen, das er in Kriegsanleihen investiert hatte, und die Familie verarmte.
Mehr oder weniger durch Zufall kam Paul zur Schauspielerei. Er absolvierte die Schauspielschule Otto in Wien und begann seine Schauspielkarriere 1919 beim Stadttheater Reichenberg (heute Liberec) in Böhmen und 1920 bis 1926 beim Deutschen Theater in Prag. Mit einem Engagement am Deutschen Theater Berlin von Max Reinhardt (1926 bis 1940) schaffte Hörbiger den großen Durchbruch. Ab 1929 spielte er zudem unter anderem an den Baranowsky-Bühnen und am Kabarett der Komiker.
In den 1930er Jahren wurde Paul Hörbiger mit Tonfilmen zu einem der populärsten deutschsprachigen Schauspieler. In seinen Rollen verkörperte er den Typus eines herzensguten Menschen mit viel Lebenslust; in Hans Moser fand Hörbiger einen kongenialen Partner. Von 1940 bis 1943 war Paul Hörbiger im Ensemble des Wiener Burgtheaters zu sehen. Er trat 1943 bei den Salzburger Festspielen als Papageno mit Gusti Huber als Partnerin in Mozarts Die Zauberflöte auf. Im Jahr 1936 gründete er mit E. W. Emo und dem österreichischen Konsul Karl Künzel in Berlin die Algefa-Film.

### NS-Zeit
Wie viele andere Künstler stellte sich auch Hörbiger 1938 nach dem Anschluss Österreichs der NS-Propaganda für den Aufruf zur „Volksabstimmung über den Anschluss Österreichs an Deutschland“ zur Verfügung, wandte sich jedoch in der Folge von den Nationalsozialisten ab. In seiner Autobiografie erwähnt er, er habe bei der Abstimmung, ebenso wie seine Frau, mit „Nein“ gestimmt.
Er benutzte seine Popularität, um vielen jüdischen Kollegen aus der Wiener Künstlerszene zur Flucht in die Schweiz zu verhelfen. Im Jahr 1944 wurde Hörbiger von Goebbels auf die Gottbegnadeten-Liste gesetzt, zählte also zu jenen „unersetzbaren“ Künstlern, die vom Front- und Arbeitsdienst befreit waren und denen eine gewisse Bewegungsfreiheit eingeräumt wurde. Gegen Ende des Zweiten Weltkrieges schloss sich Hörbiger einer kleineren Widerstandsgruppe an, die vom Cafetier Richard Patsch in Wien gegründet worden war, und gewann weitere Künstlerpersönlichkeiten wie Theo Lingen oder Oskar Sima für den Widerstand. Er war allerdings keineswegs eine Galionsfigur des Widerstands, wie er in seinen Memoiren behauptete. Seinen politischen Status und seine Unantastbarkeit im Reich Hitlers dürfte er zweifelsohne überschätzt haben, als er der Widerstandsgruppe einen Scheck über 2.000 Reichsmark mit seiner Unterschrift übergab. Als das bekannt wurde, wurde er 1945 durch das NS-Regime verhaftet und im Gefangenenhaus des Wiener Landesgerichts inhaftiert. Bei seiner Verhaftung durch die Gestapo soll er laut Georg Markus einen Selbstmordversuch unternommen haben, in dem er sich die Pulsadern aufschnitt. Ein zur Hilfe geholter Arzt aus der Nachbarschaft rettete ihm das Leben. Hörbiger wurde wegen Hochverrats zum Tode verurteilt, das Kriegsende rettete ihm vermutlich das Leben. Kurz davor meldete der deutschsprachige Sender der BBC aus Propagandagründen seinen Tod.

### Nachkriegszeit

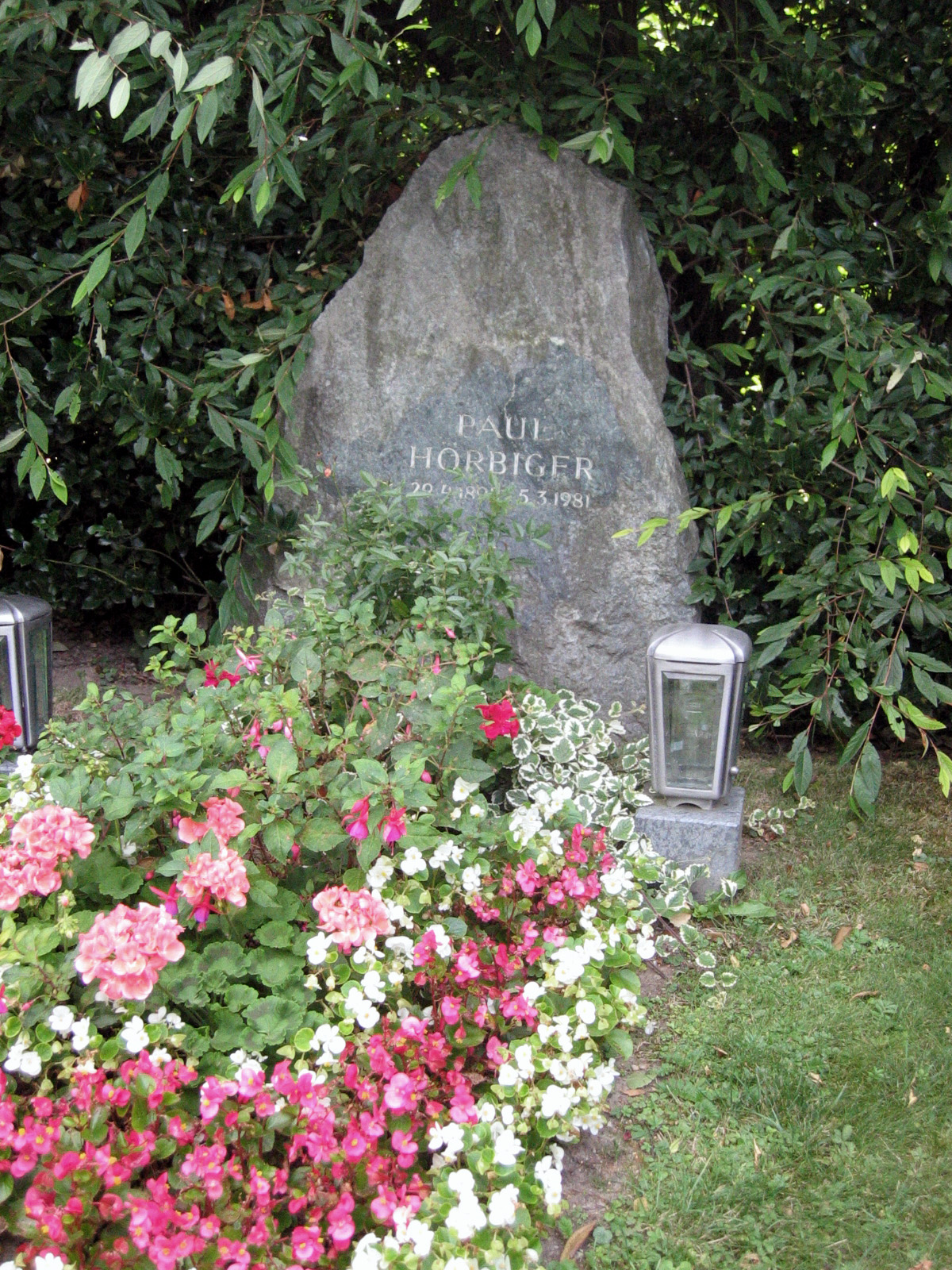
Ehrengrab von Paul Hörbiger auf dem Wiener Zentralfriedhof (32C-52)

Nach dem Krieg konnte Paul Hörbiger im Gegensatz zu seiner Schwägerin Paula Wessely seine Karriere ohne Unterbrechung fortsetzen. Mit dem Kassenschlager Der Hofrat Geiger gelang ihm 1947 ein glanzvoller Einstand in den Nachkriegsfilm. Bei der Entnazifizierungskommission sagte er zu Gunsten seines Bruders Attila Hörbiger aus. Während dieser in den 1950er Jahren hauptsächlich Theater spielte, war Paul vorwiegend in Film und Fernsehen zu sehen. Zu seinen bekanntesten Filmen in dieser Zeit gehören unter anderem Hallo Dienstmann, Der Raub der Sabinerinnen, Mädchenjahre einer Königin, Die Deutschmeister und Charleys Tante. In Carol Reeds internationaler Filmproduktion Der dritte Mann war Hörbiger neben Joseph Cotten als ermordeter Portier zu sehen. Von 1947 bis 1949 war Hörbiger Präsident des First Vienna FC 1894.
Privat investierte Paul Hörbiger in den 1950er Jahren viel Energie in die Aufklärung des mysteriösen Todes seines dritten Bruders Alfred, der am 31. Juli 1945 im Alter von 54 Jahren in der Innsbrucker Universitätsklinik verstorben war. Während Attila Hörbiger an einen natürlichen Tod glaubte, erstattete Paul 1951 Anzeige gegen Unbekannt wegen Mordverdachts. Es folgten insgesamt 15 Prozesse mit Exhumierungen und Obduktionen des Leichnams. Über diesen Rechtsstreit kam es auch zur Zerrüttung des Verhältnisses zu seinem Bruder Attila Hörbiger. Sämtliche Verfahren wurden 1963 mangels Beweisen eingestellt.
Im Jahr 1964 nahm er gemeinsam mit Hans Moser und Maria Andergast das Musikalbum Servus Wien auf. Ab Mitte der 1960er Jahre widmete sich Paul Hörbiger wieder mehr dem Theater, da er in seinen Filmrollen zu sehr auf die Rolle des gemütlichen Wieners festgelegt wurde. Ab 1965 war er wieder Ensemblemitglied des Burgtheaters. Daneben spielte er in zahlreichen Fernsehfilmen. In dieser Zeit versöhnte er sich auch wieder mit seinem Bruder.
Hörbigers letzte Premiere am Burgtheater fand 1979 statt: Komödie der Eitelkeit von Elias Canetti (Regie Hans Hollmann). Hörbiger trug darin noch einmal die typische Kappe des Wiener Dienstmanns, wie schon zuvor in Franz Antels Film Hallo Dienstmann.

## Die Schauspielerfamilie
Paul Hörbiger war der Sohn von Hanns Hörbiger, dem Begründer der Welteislehre, und der Urenkel des Orgelbauers Alois Hörbiger. Er war der Bruder von Attila Hörbiger und der Onkel von Elisabeth Orth, Christiane Hörbiger und Maresa Hörbiger, Großonkel von Cornelius Obonya und Manuel Witting. Er war von 1921 bis 1939 verheiratet mit der Schauspielerin Josepha „Pipa“ Gettke. Der Hochzeit vorausgegangen war ein Mordanschlag auf Paul Hörbiger. Ursprünglich wollte Josepha ihren Schauspielerkollegen Rudolf Dietz heiraten. Nachdem sie ihn für Hörbiger verlassen hatte, lauerte Dietz dem Paar in einem Gasthof im mährischen Wisowitz auf. Er richtete den Revolver auf Josepha, doch die Schüsse trafen Paul Hörbiger. Dabei wurden die Lunge durchschossen und eine Rippe durchbohrt. Zur ärztlichen Erstversorgung wurde Hörbiger zunächst in eine psychiatrische Klinik nahe Wisowitz gebracht, ehe er nach Wien transportiert werden konnte, wo er von Professor Paul Albrecht operiert wurde. Auf dem Krankenbett versprach Josepha, ihn zu heiraten.
Seine Kinder waren Christl (* 17. März 1922), Hansi (* 1926; † 16. März 1929), Monica (* 5. Mai 1930, die Mutter von Christian Tramitz und Großmutter von Paul Sedlmeir) und Thomas Hörbiger, der ebenfalls Schauspieler wurde und Vater von Mavie Hörbiger ist.

## Filmografie (Auswahl)
Paul Hörbiger wirkte in über 250 Filmen mit.
- 1928: Dyckerpotts Erben
- 1928: G’schichten aus dem Wienerwald
- 1928: Heut’ spielt der Strauss
- 1928: Das letzte Souper
- 1928: Die Räuberbande
- 1928: Schmutziges Geld
- 1928: Sechs Mädchen suchen Nachtquartier
- 1928: Spione
- 1928: Die große Abenteuerin
- 1928: Der fesche Husar
- 1928: Die Dame mit der Maske
- 1928: Die tolle Komteß
- 1928: Die Wochenendbraut
- 1928: Ungarische Rhapsodie
- 1929: Asphalt
- 1929: Möblierte Zimmer
- 1929: Wer wird denn weinen, wenn man auseinandergeht
- 1929: Der Sträfling aus Stambul
- 1929: Die Drei um Edith
- 1929: Die Frau, die jeder liebt, bist Du!
- 1929: Das grüne Monokel
- 1929: Ein kleiner Vorschuß auf die Seligkeit
- 1929: Frauen am Abgrund
- 1930: Das alte Lied
- 1930: Drei Tage Mittelarrest
- 1930: Der Herr auf Bestellung
- 1930: Nur Du
- 1930: Ich glaub nie mehr an eine Frau
- 1930: Delikatessen
- 1930: Wie werde ich reich und glücklich?
- 1930: Der unsterbliche Lump
- 1930: Zwei Herzen im Dreivierteltakt
- 1931: Arm wie eine Kirchenmaus
- 1931: Ihre Hoheit befiehlt
- 1931: Der Kongreß tanzt
- 1931: Kyritz – Pyritz
- 1931: Mein Herz sehnt sich nach Liebe
- 1931: Der Zinker
- 1931: Der verjüngte Adolar
- 1931: Die lustigen Weiber von Wien
- 1931: Walzerparadies
- 1931: Kabarett-Programm Nr. 4
- 1931: Die Försterchristl
- 1931: Der ungetreue Eckehart
- 1931: Der Stumme von Portici
- 1931: Reserve hat Ruh
- 1931: Grock
- 1931: Sein Scheidungsgrund
- 1932: Ein blonder Traum
- 1932: Friederike
- 1932: Johann Strauß, k. u. k. Hofkapellmeister
- 1932: Ein steinreicher Mann
- 1932: Ein toller Einfall
- 1932: Die unsichtbare Front
- 1932: Quick
- 1932: Paprika
- 1932: Zwei glückliche Tage
- 1932: Scampolo, ein Kind der Straße
- 1932: Annemarie, die Braut der Kompanie
- 1932: Peter Voß, der Millionendieb
- 1932: Es war einmal ein Walzer
- 1932: Lügen auf Rügen
- 1932: Das Geheimnis um Johann Orth
- 1932: Drei von der Kavallerie
- 1932: Trenck
- 1932: Kaiserwalzer
- 1932: So ein Mädel vergißt man nicht
- 1933: Liebelei
- 1933: Walzerkrieg
- 1933: Heimkehr ins Glück
- 1933: Zwei gute Kameraden
- 1933: Ein Lied für Dich
- 1933: Skandal in Budapest
- 1933: Gruß und Kuß – Veronika
- 1933: Des jungen Dessauers große Liebe
- 1933: Keinen Tag ohne Dich
- 1933: Der große Bluff
- 1934: … heute abend bei mir
- 1934: Frühjahrsparade
- 1934: Rosen aus dem Süden
- 1934: Der Herr ohne Wohnung
- 1934: Ich heirate meine Frau
- 1934: Die Czardasfürstin
- 1934: Mein Herz ruft nach dir
- 1934: Spiel mit dem Feuer
- 1934: Besuch am Abend
- 1934: Die Abschieds-Symphonie
- 1934: Herz ist Trumpf
- 1934: Fräulein Frau
- 1935: Petersburger Nächte. Walzer an der Newa
- 1935: Königswalzer
- 1935: Endstation
- 1935: Liebeslied
- 1935: Das Einmaleins der Liebe
- 1935: Wenn die Musik nicht wär'
- 1935: Frischer Wind aus Kanada
- 1936: Die Puppenfee
- 1936: Seine Tochter ist der Peter
- 1936: Lumpacivagabundus
- 1936: Drei Mäderl um Schubert
- 1936: Schabernack
- 1936: Fiakerlied
- 1936: Kinderarzt Dr. Engel
- 1937: Peter im Schnee
- 1937: Der Scheidungsgrund
- 1937: Florentine
- 1937: Die Landstreicher
- 1937: Einmal werd’ ich Dir gefallen
- 1938: Immer, wenn ich glücklich bin
- 1938: Der Blaufuchs
- 1938: Es leuchten die Sterne
- 1938: Heimat
- 1938: Heiraten – aber wen?
- 1938: Prinzessin Sissy
- 1938: Liebelei und Liebe
- 1939: Maria Ilona[6]
- 1939: Mutterliebe
- 1939: Opernball
- 1939: Salonwagen E 417
- 1939: Hochzeitsreise zu dritt
- 1939: Drunter und drüber
- 1939: Ich bin Sebastian Ott
- 1939: Unsterblicher Walzer
- 1939: Kitty und die Weltkonferenz
- 1939: Männer müssen so sein
- 1940: Falstaff in Wien
- 1940: Herzensfreud – Herzensleid
- 1940: Der liebe Augustin
- 1940: Operette
- 1940: Wunschkonzert
- 1940: Wiener G’schichten
- 1941: Oh, diese Männer
- 1941: Wir bitten zum Tanz
- 1942: Die große Liebe
- 1942: Die heimliche Gräfin
- 1942: So ein Früchtchen
- 1942: Wen die Götter lieben
- 1942: Brüderlein fein
- 1943: Lache Bajazzo
- 1943: Schwarz auf Weiß
- 1943: I Pagliacci
- 1944: Romantische Brautfahrt
- 1944: Schrammeln
- 1944: Die Zaubergeige
- 1944/50: Glück muß man haben
- 1947: Der Hofrat Geiger
- 1948: Leckerbissen
- 1948: Der Engel mit der Posaune
- 1948: Kleine Melodie aus Wien
- 1948: The Mozart Story
- 1949: Der dritte Mann (The Third Man)
- 1949: Der Bagnosträfling
- 1949: Die seltsame Geschichte des Brandner Kaspar
- 1950: Epilog – Das Geheimnis der Orplid
- 1950: Schwarzwaldmädel
- 1950: Eine Nacht im Séparée
- 1950: Der Seelenbräu
- 1951: Verklungenes Wien
- 1951: Wenn die Abendglocken läuten
- 1951: Frühlingsstimmen
- 1951: Die Frauen des Herrn S.
- 1951: Der Teufel führt Regie
- 1951: Der alte Sünder
- 1951: Der fidele Bauer
- 1951: Was das Herz befiehlt
- 1952: Hallo Dienstmann
- 1952: Das Land des Lächelns
- 1952: Mein Herz darfst Du nicht fragen
- 1952: 1. April 2000
- 1952: Mikosch rückt ein
- 1952: Ich hab’ mein Herz in Heidelberg verloren
- 1952: Man lebt nur einmal
- 1952: Ich heiße Niki
- 1952: Hannerl
- 1953: Von Liebe reden wir später
- 1953: Die Rose von Stambul
- 1953: Das tanzende Herz
- 1953: Der Feldherrnhügel
- 1953: Junges Herz voll Liebe
- 1953: Die Privatsekretärin
- 1953: Mit siebzehn beginnt das Leben
- 1953: Fiakermilli – Liebling von Wien (Die Fiakermilli)
- 1953: Drei, von denen man spricht (Glück muß man haben)
- 1954: Die schöne Müllerin
- 1954: Mädchenjahre einer Königin
- 1954: Schützenliesel
- 1954: Die Perle von Tokay
- 1954: Und der Himmel lacht dazu (Bruder Martin)
- 1954: Der Raub der Sabinerinnen
- 1954: Der Zigeunerbaron
- 1954: Meine Schwester und ich
- 1954: Begegnung in Rom (Una parigina a Roma)
- 1954: Der treue Husar
- 1955: Die Stadt ist voller Geheimnisse
- 1955: Banditen der Autobahn
- 1955: Du mein stilles Tal
- 1955: Der fröhliche Wanderer
- 1955: Ja, so ist das mit der Liebe (Ehesanatorium)
- 1955: Die Deutschmeister
- 1955: Eine Frau genügt nicht?
- 1955: Ein Herz bleibt allein
- 1955: Die Försterbuben
- 1955: An der schönen blauen Donau
- 1956: Hilfe – sie liebt mich!
- 1956: Lügen haben hübsche Beine
- 1956: Charleys Tante
- 1956: Die Christel von der Post
- 1956: …und wer küßt mich? (Ein Herz und eine Seele)
- 1956: Lumpazivagabundus
- 1956: Husarenmanöver
- 1956: Manöverball
- 1956: Bademeister Spargel
- 1956: Was die Schwalbe sang
- 1956: Das Donkosakenlied
- 1956: Der schräge Otto
- 1957: Wien, du Stadt meiner Träume
- 1957: Heimweh … dort, wo die Blumen blühn
- 1957: Der schönste Tag meines Lebens
- 1957: Lemkes sel. Witwe
- 1957: … und die Liebe lacht dazu
- 1957: Hoch droben auf dem Berg
- 1957: Und so was will erwachsen sein (Die Winzerin von Langenlois)
- 1957: Ober, zahlen!
- 1958: Hallo Taxi
- 1958: Sebastian Kneipp – Ein großes Leben
- 1958: Hoch klingt der Radetzkymarsch
- 1958: Heiratskandidaten
- 1959: Heimat – Deine Lieder
- 1960: Kauf Dir einen bunten Luftballon
- 1961: … und du mein Schatz bleibst hier
- 1961: Der Orgelbauer von St. Marien
- 1962: Drei Liebesbriefe aus Tirol
- 1962: Tanze mit mir in den Morgen
- 1962: … und ewig knallen die Räuber
- 1963: Sing, aber spiel nicht mit mir
- 1963: Die lustigen Vagabunden
- 1963: Unsere tollen Nichten
- 1963: Ferien vom Ich
- 1963: Im singenden Rössel am Königssee
- 1964: Rote Lippen soll man küssen (Die ganze Welt ist himmelblau)
- 1964: Die Bekehrung des Ferdys Pistora
- 1964: Das hab ich von Papa gelernt
- 1964: Die große Kür
- 1964: Happy-End am Wörthersee (Happy-End am Attersee)
- 1965: Leinen aus Irland
- 1965: Der Alpenkönig und der Menschenfeind
- 1965: Ruf der Wälder
- 1969–1970: Der alte Richter (Fernsehserie)
- 1971: Tatort: Mordverdacht
- 1972: Sie nannten ihn Krambambuli
- 1973: Hallo – Hotel Sacher … Portier!, Folge: Der Poldi (Folge 10/26)

## Auszeichnungen
- 1942: Staatsschauspieler
- 1964: Goldenes Ehrenzeichen der Republik Österreich
- 1964: Ehrenmedaille der Bundeshauptstadt Wien
- 1969: Kammerschauspieler
- 1969: Filmband in Gold für langjähriges und hervorragendes Wirken im deutschen Film
- 1972: Girardi-Ring
- 1974: Österreichisches Ehrenkreuz für Wissenschaft und Kunst Erster Klasse
- 1977: Ehrenring der Stadt Wien
- 1980: Nestroy-Ring